# Sale (Greater Manchester)
Sale ist eine Stadt am Rande von Manchester (England) und gehört zum Gebiet von Trafford. Sale wuchs vor allem im Zeitalter der Eisenbahn, als um 1849 die Strecke Manchester–Altrincham entstand. Heute hat Sale knapp 60.000 Einwohner, die Eisenbahntrasse wird heute von der Manchester Metrolink (Stadtbahn) genutzt.
Die Rugbymannschaft Sale Sharks kommt aus Sale, spielt jetzt aber in Stockport.
In der Stadt befindet sich der Weltsitz von International Inner Wheel.

## Geographie
Sale liegt acht Kilometer südwestlich vom Stadtzentrum von Manchester entfernt. Die Nachbarstädte zum Norden und Süden sind Altrincham und Stretford, im Südosten erstreckt sich der Bezirk Wythenshawe. Die Stadt liegt im Mersey Valley ca. 30 Meter über dem Meeresspiegel. Der nach dem Valley benannte Fluss Mersey fließt nördlich der Stadt und wird bei Starkregen regelmäßig überschwemmt. Um das Wasser dabei im Stadtzentrum steuern zu können, wurde ein Kanal angelegt.

## Töchter und Söhne der Stadt
- Don Megson (1936–2023), Fußballspieler
- Ian Mellor (1950–2024), Fußballspieler

| Urmston    | Stretford                                   | Stretford          |
| Carrington | Kompassrose, die auf Nachbargemeinden zeigt | Chorlton-cum-Hardy |
| Broadheath | Timperley                                   | Baguley            |

Der Boden in Sale besteht aus Sand und Kies, das der letzten Eiszeit vor etwa 10.000 Jahren entstammt. Das Grundgestein ist Buntsandstein im Westen und Trias Wasserstein im Osten. Die Trinkwasserversorgung kommt vom Lake District.